# Île Jorge Montt
Pour les articles homonymes, voir Montt.
L'île Jorge Montt (en espagnol : Isla Jorge Montt) est une île située dans l'archipel de Hanovre, au sud du Chili. Elle est administrativement rattachée à la région de Magallanes et de l'Antarctique chilien, en Patagonie chilienne ; elle fait partie de la réserve nationale Alacalufes.

## Géographie

### Situation et caractéristiques physiques
L'île Jorge Montt fait partie de la réserve nationale Alacalufes. Sa superficie est de 536,5 km2
Elle est limitée au sud par le détroit de Nelson et le canal Castro (es),.

## Histoire
L'île a été nommée en l'honneur du vice-amiral Jorge Montt (1845-1922), Président du Chili de 1891 à 1896.